# Ludovico II Ordelaffi
Ludovico II Ordelaffi (... – Ravenna, 29 maggio 1504), ultimo membro della famiglia Ordelaffi.

## Biografia
Era figlio naturale di Francesco IV Ordelaffi, signore di Forlì.
Uomo d'armi, era al servizio di Venezia quando il fratellastro Antonio Maria, divenuto signore di Forlì, lo chiamò al comando dell'esercito.
Attaccò Forlimpopoli, ambita preda dei Veneziani. Il 6 febbraio 1504, morto Antonio Maria, ritornò a Forlì e succedette al fratello e combatté contro i Numai, interessati a cedere la città a Venezia. Papa Giulio II, determinato a fare rientrare Forlì nel patrimonio della Chiesa, attaccò militarmente Forlimpopoli. Ludovico Ordelaffi chiese aiuto ai Veneziani, ma senza esito. I maggiorenti della città di Forlì, impossibilitati a difendersi, ottennero dagli occupanti la resa di Ludovico nelle mani del legato pontificio e vescovo di Ragusa Giovanni Sacco; il 3 aprile 1504 l'Ordelaffi lasciò la città. 
Si ritirò prima a Faenza e quindi a Ravenna, dove morì il 29 maggio. Giulio II tolse tutti i beni agli eredi Ordelaffi, facendone donazione al comune.

## Ascendenza
|                                          |   |                  | Genitori                              |  |  | Nonni |  |  | Bisnonni                                  |  |  | Trisnonni          |  |
|                                          |   |                  |                                       |  |  |       |  |  | Francesco III Ordelaffi, signore di Forlì |  |  | Giovanni Ordelaffi |  |
|                                          |   |                  |                                       |  |  |       |  |  | Francesco III Ordelaffi, signore di Forlì |  |  | Giovanni Ordelaffi |  |
|                                          |   | Taddea Malatesta |                                       |  |  |       |  |  | Francesco III Ordelaffi, signore di Forlì |  |  |                    |  |
| Antonio Ordelaffi, signore di Forlì      |   |                  |                                       |  |  |       |  |  | Francesco III Ordelaffi, signore di Forlì |  |  |                    |  |
|                                          |   | …                | …                                     |  |  |       |  |  |                                           |  |  |                    |  |
|                                          |   | …                | …                                     |  |  |       |  |  |                                           |  |  |                    |  |
|                                          |   | …                | …                                     |  |  |       |  |  |                                           |  |  |                    |  |
| Francesco IV Ordelaffi, signore di Forlì |   | …                |                                       |  |  |       |  |  |                                           |  |  |                    |  |
|                                          |   | Gherardo Rangoni | Jacopino Rangoni                      |  |  |       |  |  |                                           |  |  |                    |  |
|                                          |   | Gherardo Rangoni | Jacopino Rangoni                      |  |  |       |  |  |                                           |  |  |                    |  |
|                                          |   | Gherardo Rangoni | Beatrice da Correggio                 |  |  |       |  |  |                                           |  |  |                    |  |
| Caterina Rangoni                         |   | Gherardo Rangoni |                                       |  |  |       |  |  |                                           |  |  |                    |  |
|                                          |   | Beatrice Boiardo | Salvatico Boiardo, signore di Rubiera |  |  |       |  |  |                                           |  |  |                    |  |
|                                          |   | Beatrice Boiardo | Salvatico Boiardo, signore di Rubiera |  |  |       |  |  |                                           |  |  |                    |  |
|                                          |   | Beatrice Boiardo | …                                     |  |  |       |  |  |                                           |  |  |                    |  |
| Ludovico II Ordelaffi, signore di Forlì  |   | Beatrice Boiardo |                                       |  |  |       |  |  |                                           |  |  |                    |  |
|                                          | … | …                |                                       |  |  |       |  |  |                                           |  |  |                    |  |
|                                          | … | …                |                                       |  |  |       |  |  |                                           |  |  |                    |  |
|                                          | … | …                |                                       |  |  |       |  |  |                                           |  |  |                    |  |
| …                                        | … |                  |                                       |  |  |       |  |  |                                           |  |  |                    |  |
|                                          |   | …                | …                                     |  |  |       |  |  |                                           |  |  |                    |  |
|                                          |   | …                | …                                     |  |  |       |  |  |                                           |  |  |                    |  |
|                                          |   | …                | …                                     |  |  |       |  |  |                                           |  |  |                    |  |
| …                                        |   | …                |                                       |  |  |       |  |  |                                           |  |  |                    |  |
|                                          |   | …                | …                                     |  |  |       |  |  |                                           |  |  |                    |  |
|                                          |   | …                | …                                     |  |  |       |  |  |                                           |  |  |                    |  |
|                                          |   | …                | …                                     |  |  |       |  |  |                                           |  |  |                    |  |
| …                                        |   | …                |                                       |  |  |       |  |  |                                           |  |  |                    |  |
|                                          |   | …                | …                                     |  |  |       |  |  |                                           |  |  |                    |  |
|                                          |   | …                | …                                     |  |  |       |  |  |                                           |  |  |                    |  |
|                                          |   | …                | …                                     |  |  |       |  |  |                                           |  |  |                    |  |
|                                          |   | …                |                                       |  |  |       |  |  |                                           |  |  |                    |  |